# Portugiesisch-slowakische Beziehungen
Die portugiesisch-slowakischen Beziehungen umfassen die bilateralen Beziehungen zwischen Portugal und der Slowakei. Die Länder unterhalten seit 1993 diplomatische Beziehungen. Bis zur slowakischen Unabhängigkeit 1993 wurden die Beziehungen durch das portugiesisch-tschechoslowakische Verhältnis bestimmt.
Die Beziehungen der beiden katholisch geprägten Staaten gelten als freundschaftlich. Verbindende Elemente sind neben dem Handel vor allem die gemeinsame Mitgliedschaft in EU und NATO, sie gehören beide dem Schengen-Raum an und teilen mit dem Euro die gleiche Währung. Zudem sind sie Partner in einer Reihe multilateraler Organisationen, u. a. in der OSZE und der OECD, und sie kooperieren in der Europäischen Weltraumorganisation, der die Slowakei noch nicht voll angehört (Stand Juli 2019).
Der bilaterale Handel nimmt insbesondere mit der Arbeitsteilung in der Automobilindustrie stetig zu.
Die unterschiedlichen Sichtweisen in Flüchtlingsfragen zwischen Portugal und dem Visegrád-Mitglied Slowakei zeigten sich spätestens nach der Flüchtlingskrise in Europa ab 2015, doch blieben die Beziehungen davon unberührt weiterhin gut.
287 slowakische Staatsbürger waren im Jahr 2018 in Portugal gemeldet, die meisten im Großraum Lissabon (108) und an der Algarve (41). Im Jahr 2017 hatte die Slowakei 165 in Portugal geborene Einwohner.

## Geschichte
Portugal erkannte die Unabhängigkeit der Slowakei umgehend am 2. Januar 1993 an, am 22. September 1994 akkreditierte sich Fernão Manuel Favila Vieira, Portugals Botschafter in Wien, als erster Vertreter Portugals in Bratislava. Eine eigene Botschaft eröffnete Portugal dort zunächst nicht, der portugiesische Botschafter in Wien wurde weiterhin in Bratislava doppelakkreditiert.

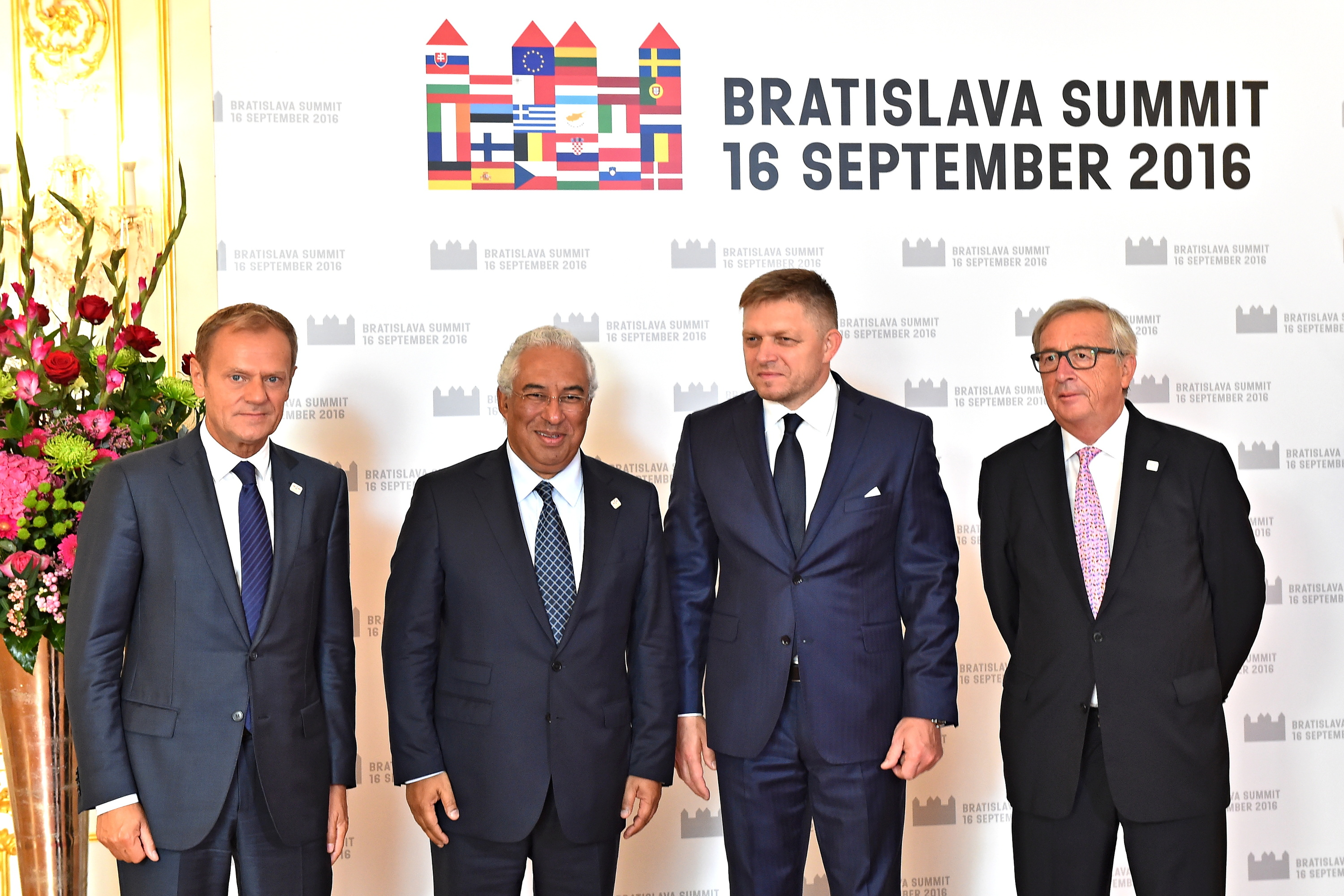
Der portugiesische Ministerpräsident António Costa (2. v. links) und sein slowakischer Amtskollege Robert Fico (3. v. links) bei einem EU-Treffen in Bratislava 2016: besonders im Rahmen der EU bestehen vielfältige Beziehungen zwischen beiden Ländern

Im Zuge der folgenden Annäherung der Slowakei an die EU wurden auch die portugiesisch-slowakischen Beziehungen enger. So trat am 15. Mai 1999 ein gegenseitiges Investitionsschutz- und -förderungsabkommen in Kraft. Am 12. Mai 1999 unterzeichneten beide Länder in Bratislava ein Kooperationsabkommen in Verteidigungsfragen, am 9. Februar 2001 folgte in Lissabon ein bilaterales Abkommen über wirtschaftliche, gewerbliche und technologische Zusammenarbeit. Am 5. Juni 2001 unterzeichneten beide Länder in Bratislava ein Luftfahrtabkommen und ein Doppelbesteuerungs- und Steuerfluchtverhinderungsabkommen. Am 17. Februar 2003 vereinbarten Portugal und die Slowakei in Lissabon eine stärkere Zusammenarbeit in Wissenschaft und Technologie, und am 1. Juli 2003 unterzeichneten sie in Bratislava ein Kooperationsabkommen für die Bereiche Bildung, Wissenschaft und Technologie, Jugend, Sport und Medien.
2004 trat die Slowakei der EU bei, der Portugal seit 1986 angehört. Im gleichen Jahr wurde die Slowakei auch Mitglied der NATO, die Portugal 1949 mitbegründete. Damit rückten beide Länder weiter zusammen.
2005 eröffnete Portugal eine eigene Botschaft in Bratislava, und auch die Slowakei eröffnete eine eigene Botschaft in Lissabon.
Im Zuge der umfangreichen Sparmaßnahmen nach der Eurokrise ab 2010 schloss Portugal seine Vertretung in Bratislava im Dezember 2013 wieder, die Slowakei gehörte danach wieder zum Amtsbezirk der portugiesischen Botschaft in Österreich, bis zur Wiedereröffnung der portugiesischen Botschaft in Bratislava im Oktober 2015.

## Diplomatie

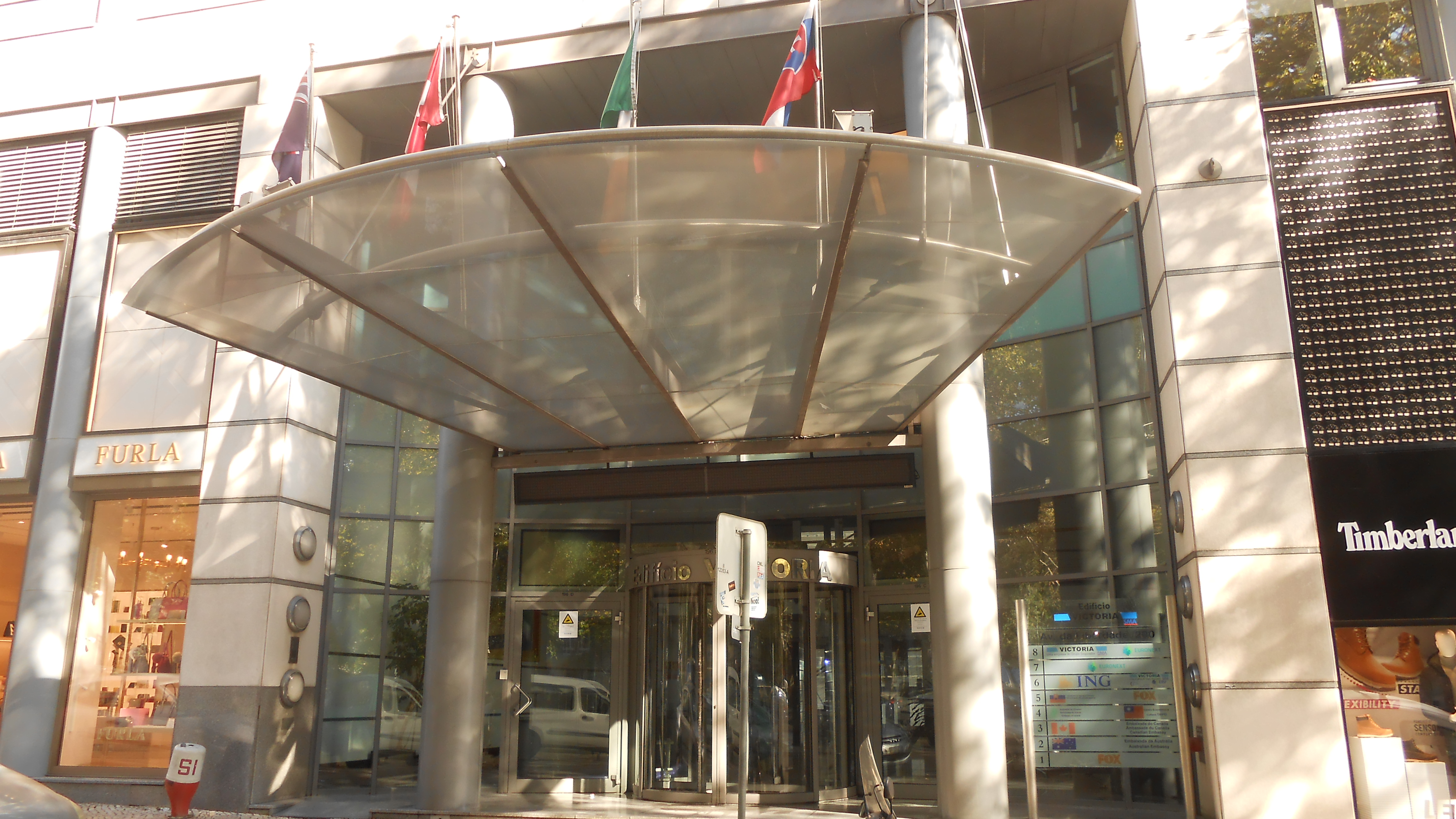
Eingang zur slowakischen Botschaft an der Avenida da Liberdade: das Edifício Victória beherbergt mehrere Botschaften.

Portugal unterhält eine Botschaft in der slowakischen Hauptstadt Bratislava, sie residiert dort in der Hausnummer 16 der Venturska. Weitere Konsulate neben der Botschaft führt Portugal in der Slowakei nicht.
Die Slowakei führt eine Botschaft in der portugiesischen Hauptstadt Lissabon, im Edifício Victoria an der Hausnummer 200 der Avenida da Liberdade. Zudem sind slowakische Honorarkonsulate in Faro an der Algarve und in Funchal auf der Insel Madeira eingerichtet.

## Städtepartnerschaften
- Sesimbra und Zvolen (seit 2007, im Rahmen der Douzelage)
- Samuel und Medzev (seit 2004, im Rahmen der European Charter – Villages of Europe)

## Wirtschaft

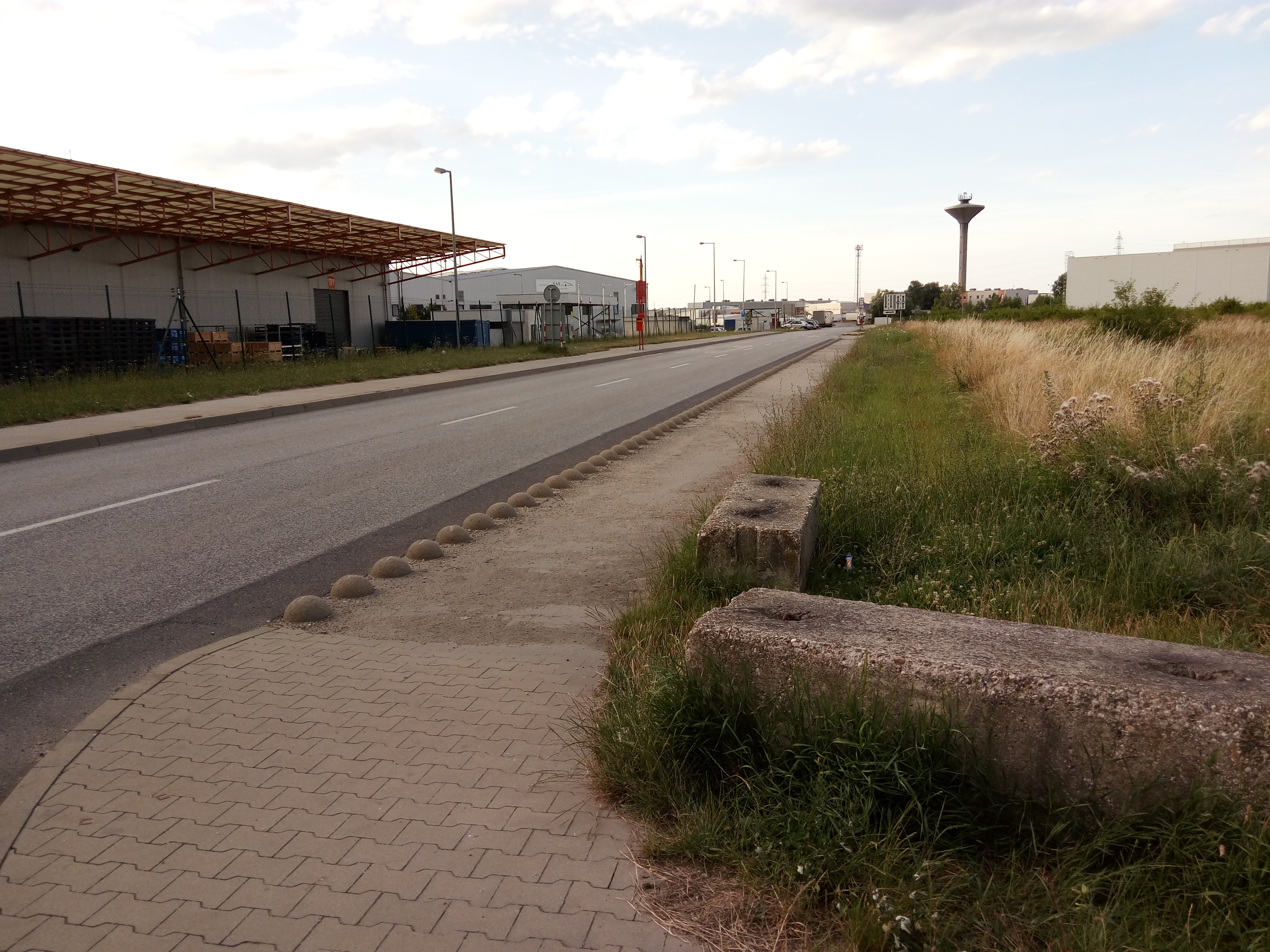
Volkswagenwerk in der Slowakei: der Austausch von Teilen für die Automobilproduktion bestimmt den bilateralen Handel zwischen Portugal und der Slowakei

Das bilaterale Handelsvolumen zwischen Portugal und der Slowakei belief sich 2016 auf 490,6 Mio. Euro (2015: 409,5 Mio., 2014: 319,5 Mio., 2013: 251,0 Mio., 2012: 219,1 Mio.), mit einem Handelsbilanzüberschuss von 75,9 Mio. Euro zu Gunsten Portugals (2015: 30 Mio. zu Gunsten Portugals, 2014: 11,1 zu Gunsten der Slowakei, 2013: 5,0 Mio. zu Gunsten der Slowakei, 2012: 33,7 Mio. zu Gunsten der Slowakei). Im Jahr 2016 waren 1.041 portugiesische Unternehmen im Handel mit der Slowakei tätig.
Im Jahr 2016 führte die Slowakei Waren und Dienstleistungen im Wert von 283,3 Mio. Euro aus Portugal ein (2015: 219,8 Mio., 2014: 154,2 Mio., 2013: 123,0 Mio., 2012: 92,7 Mio.). Der Warenanteil betrug 225,9 Mio. Euro, davon 28,0 % Maschinen und Geräte, 14,8 % Fahrzeuge und Fahrzeugteile, 11,1 % Kunststoffe und Gummi, 7,9 % textile Verbundstoffe und 6,1 % Leder und Häute. Die Differenz zwischen Warenanteil und Gesamtvolumen ergibt sich aus dem Dienstleistungsanteil, der vor allem in den Ausgaben slowakischer Touristen in Portugal besteht.
Im gleichen Zeitraum importierte Portugal aus der Slowakei Waren und Dienstleistungen im Wert von 207,3 Mio. Euro (2015: 189,7 Mio., 2014: 165,3 Mio., 2013: 128,0 Mio., 2012: 126,4 Mio.), davon 205,2 Mio. Euro Warengüter. Unter den Gütern waren 40,3 % Fahrzeuge und Fahrzeugteile, 26,2 % Maschinen und Geräte, 8,8 % Metallwaren, 8,6 % Leder und Häute, und 6,4 % Kunststoffe und Gummi.
Damit stand die Slowakei im Waren-Außenhandel Portugals an 26. Stelle als Abnehmer und an 34. Stelle als Lieferant. Im slowakischen Waren-Außenhandel stand Portugal an 27. Stelle als Abnehmer und an 28. Stelle als Lieferant.
Die portugiesische Außenhandelskammer AICEP unterhält ein Kontaktbüro an der portugiesischen Botschaft in Bratislava, betreut die Slowakei aber im Wesentlichen über das nahe AICEP-Büro am Opernring Nr. 3 in Wien.

## Kultur
Das portugiesische Kulturinstitut Instituto Camões ist in der Slowakei präsent, u. a. unterhält es eine Kooperation mit dem Portugiesischen Institut in Bratislava und ein Lektorat an der Comenius-Universität Bratislava.
Filmschaffende beider Länder bei Filmfestivals regelmäßig zu Gast. So gewann der slowakische Regisseur Juraj Jakubisko 2013 beim wichtigsten portugiesischen Festival, dem Festróia, einen Goldenen Delphin.

## Sport

### Fußball
Männer

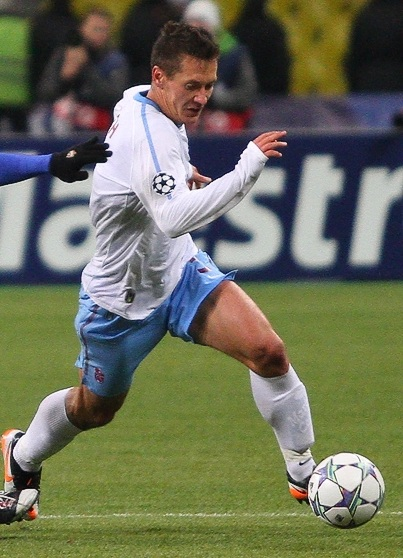
Marek Čech wurde zwischen 2005 und 2008 dreimal Portugiesischer Meister mit dem FC Porto

Die Slowakische Fußballnationalmannschaft und die Portugiesische Nationalelf trafen bislang viermal aufeinander, erstmals am 14. Oktober 1998 in Bratislava. Das Qualifikationsspiel zur EM 2000 endete 3:0 für Portugal. Insgesamt gewann Portugal drei Begegnungen, einmal trennte man sich unentschieden (Stand August 2019).
Slowakische Spieler treten gelegentlich auch für portugiesische Vereine an, etwa  Nationalspieler Marek Čech, der zwischen 2005 und 2008 dreimal portugiesischer Meister mit dem FC Porto wurde. Weitere Beispiele sind Marián Had (Sporting Lissabon) und Tomáš Oravec (Boavista Porto).
Der Slowake Ferdinand Daučík trainierte den FC Porto 1959–1960.
Frauen
Auch die Portugiesische Fußballnationalmannschaft der Frauen und die Slowakische Frauen-Nationalmannschaft spielten bisher viermal gegeneinander, erstmals am 14. April 2007 im slowakischen Senec. Das Qualifikationsspiel zur EM 2009 ging 2:1 für die Slowakinnen aus. Insgesamt gewannen die beiden Teams je zwei Spiele gegeneinander. Am portugiesischen Algarve-Cup nahm die Slowakei bislang noch nicht teil (Stand August 2019).

### Andere

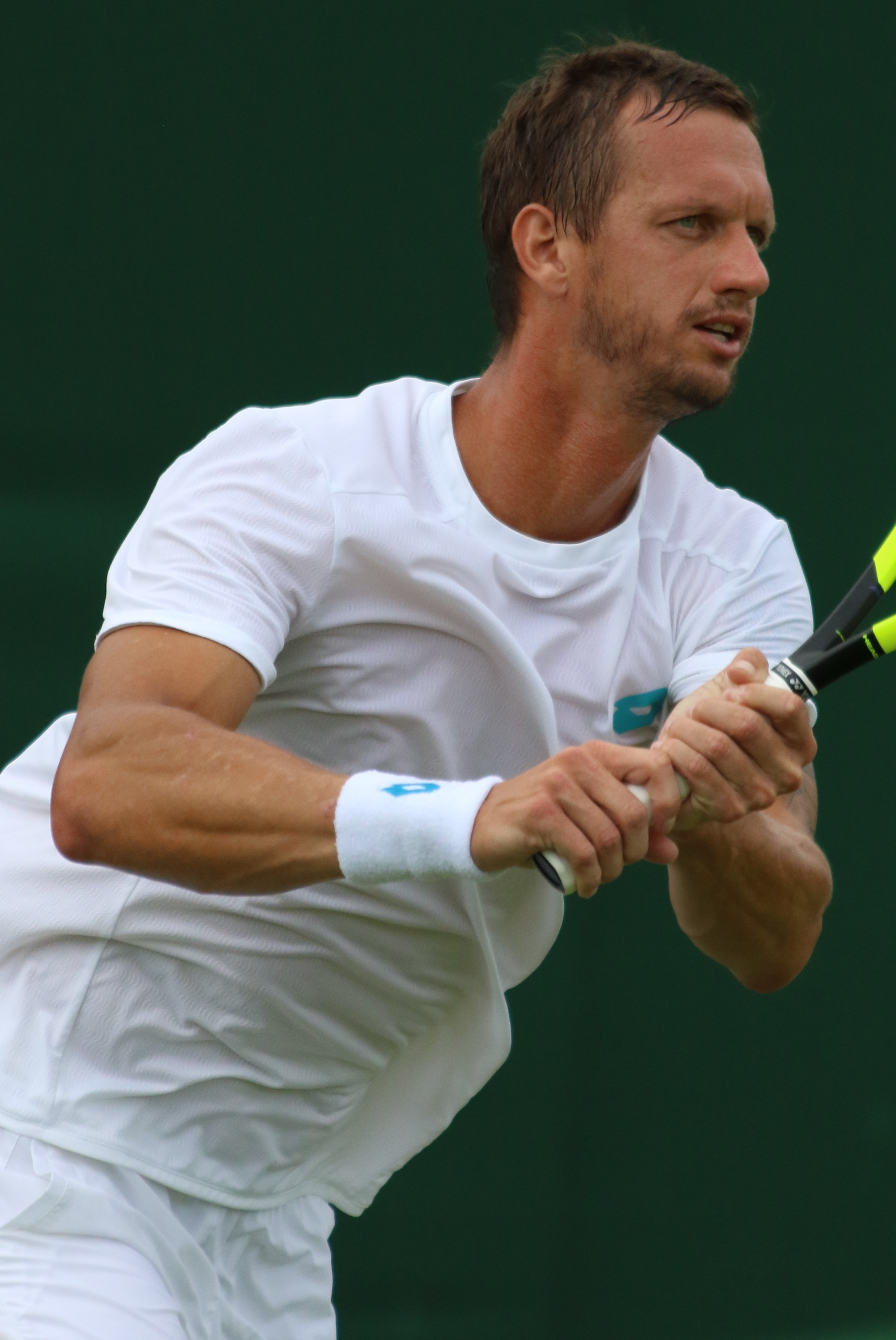
Filip Polášek in Wimbledon 2019. In dem Jahr gewann er das ATP Challenger in Lissabon.

Tennisspieler aus Portugal und der Slowakei treten regelmäßig bei Turnieren im jeweils anderen Land an. Dabei gewann der Slowake Filip Polášek 2019 das ATP Challenger Lissabon
Bei der Kanu-WM 2018 im portugiesischen Montemor-o-Velho wurde die Slowakei 18., der Gastgeber schloss als 7.